# پاولووتسی (صربستان)
پاولووتسی (به صربی: Pavlovci) یک منطقهٔ مسکونی در صربستان است که در Ruma municipality واقع شده‌است. پاولووتسی ۱۵٫۱۵ کیلومتر مربع مساحت و ۳۹۳ نفر جمعیت دارد و ۱۳۶ متر بالاتر از سطح دریا واقع شده‌است.